# كأس أوغندا 1989
كأس أوغندا 1989 (بالإنجليزية: 1989 Uganda Cup)‏ هو موسم من كأس أوغندا. فاز فيه نادي ناكيفوبو فيلا.